# Jesús Pulido Arriero
Jesús Pulido Arriero (ur. 21 lutego 1965 w Toledo) – hiszpański duchowny rzymskokatolicki, biskup diecezjalny Coria-Cáceres od 2022.

## Życiorys

### Prezbiterat
Święcenia kapłańskie przyjął 31 lipca 1990 i został inkardynowany do archidiecezji Toledo. Jest członkiem Bractwa Robotników Najświętszego Serca Pana Jezusa. Po święceniach został dyrektorem salamanckiego wydawnictwa Sigueme. W latach 2000–2002 był wicerektorem Papieskiego Kolegium Hiszpańskiego w Rzymie. W kolejnych latach pracował jako sekretarz (2002–2014) i wicedyrektor (2008–2014) Bractwa. W 2014 mianowany wicerektorem Papieskiego Kolegium Wenezuelskiego, a dwa lata później powołano go na dyrektora wydawnictwa BAC.

### Episkopat
7 grudnia 2021 roku papież Franciszek mianował go biskupem diecezjalnym Coria-Cáceres. Sakry udzielił mu 19 lutego 2022 nuncjusz apostolski w Hiszpanii – arcybiskup Bernardito Auza.